# Várpalotai járás
A Várpalotai járás Veszprém vármegyéhez tartozó járás Magyarországon, amely 2013-ban jött létre. Székhelye Várpalota. Területe 294,28 km², népessége 37 451 fő, népsűrűsége pedig 127 fő/km² volt 2013 elején. 2013. július 15-én két város (Várpalota és Berhida) és hat község tartozott hozzá.
A Várpalotai járás a 2013-ban újonnan létrehozott járások közé tartozik, a járások 1983-as megszüntetése előtt nem létezett. Az 1951-ben várossá alakított Várpalota korábban soha nem töltött be járási székhely szerepet, de 1977-től 1990-ig városkörnyék-központ volt.

## Települései
| Település | Rang (2013. július 15.) | Közös hivatal | Kistérség (2013. január 1.) | Népesség (2020. január 1.) | Terület (km²) |
| --------- | ----------------------- | ------------- | --------------------------- | -------------------------- | ------------- |
| Várpalota | járásszékhely város     |               | Várpalotai                  | 19 518                     | 77,26         |
| Berhida   | város                   | Berhida       | Várpalotai                  | 5 698                      | 42,73         |
| Pétfürdő  | nagyközség              |               | Várpalotai                  | 4 479                      | 17,32         |
| Jásd      | község                  | Öskü          | Várpalotai                  | 697                        | 10,28         |
| Ősi       | község                  |               | Várpalotai                  | 1 961                      | 35,86         |
| Öskü      | község                  | Öskü          | Várpalotai                  | 2 146                      | 48,3          |
| Tés       | község                  | Öskü          | Várpalotai                  | 829                        | 49,03         |
| Vilonya   | község                  | Berhida       | Veszprémi                   | 633                        | 13,5          |